# Enriquillo
Enrique Bejo (lago Jaragua, Cacicazgo de Jaragua, ca. 1498-Sabana Buey, Llano de Baní, 27 de septiembre de 1535), más conocido como Enriquillo, fue un noble taíno que se alzó en rebelión contra las autoridades españolas de la isla Española, convirtiéndose en cacique de Bahoruco, y tras aceptar la autoridad española se convertiría en cacique de Boyá.
En su juventud, fue encomendado en el repartimiento de Alburquerque bajo la tutela de Francisco Valenzuela en la villa de San Juan. Sin embargo, su vida tomó un giro drástico cuando el hijo del encomendero intentó abusar de su esposa. Al quejarse ante el gobernante de San Juan, en lugar de recibir apoyo, Enrique fue encarcelado injustamente. A pesar de ser liberado posteriormente, sus intentos de buscar justicia en la Real Audiencia de Santo Domingo fueron en vano.
En 1519, inició su alzamiento contra las autoridades españolas en la sierra de Bahoruco, y su rebelión se prolongó hasta 1533. Lo sorprendente fue que durante años, su lucha apenas causó inquietud a las autoridades españolas. Su rebelión se mantuvo durante tanto tiempo porque durante muchos años no causó una gran inquietud a las autoridades españolas. Durante estos años, continuó manteniendo sus costumbres españolas y religiosas, como la abstinencia los viernes y durante la Cuaresma, así como la oración del Padrenuestro y el avemaría.
Finalmente, en 1533, aceptó la paz ofrecida por los españoles. La Corona española le otorgó el título de "don," un honor reservado únicamente a la nobleza. Desde entonces, fue conocido como Don Enrique.
Su historia fue idealizada por el romanticismo decimonónico en la novela Enriquillo de Manuel de Jesús Galván donde se le atribuye un origen ficticio y se relatan sucesos que nunca ocurrieron. Sin embargo, esta obra de ficción a menudo ha sido tomada como una fuente histórica casi verídica por parte de la historiografía dominicana.

## Biografía

### Primeros años y juventud
Nació a orillas del lago Jaragua (actualmente lago Enriquillo), fue educado en un convento por frailes de la Orden Franciscana. Mostró desde un inicio que sería católico apostólico romano y preservaría la fe. Sabía leer, escribir y hablaba muy bien la lengua española.
En un momento posterior, Enrique Bejo contrajo matrimonio sacramental con Mencía de Guevara, una mujer mestiza que era hija del español Hernando de Guevara y Ana de Guevara (Higuemota), una descendiente directa de la cacique Anacaona.

En el año 1514, Enrique fue encomendado bajo la tutela de Francisco Valenzuela en la villa de San Juan de la Maguana, para quien trabajaba y de quien recibía un trato respetuoso. A raíz de la muerte de Francisco, su hijo Andrés heredó las responsabilidades y trató a Enrique con desprecio, arrebatándole una yegua y maltratando a Mencía. Las quejas de Enrique a Pedro de Vadillo, teniente de gobernador de San Juan de la Maguana, no tuvieron éxito y, en cambio, él mismo fue encarcelado y maltratado por Vadillo. Aunque fue liberado, su situación no mejoró, lo que lo llevó a viajar a la ciudad de Santo Domingo para presentar su caso ante la Audiencia y Cancillería Real de Santo Domingo. El tribunal dictaminó que se hiciera justicia, pero las condiciones en la villa de San Juan seguían siendo hostiles para Enrique.

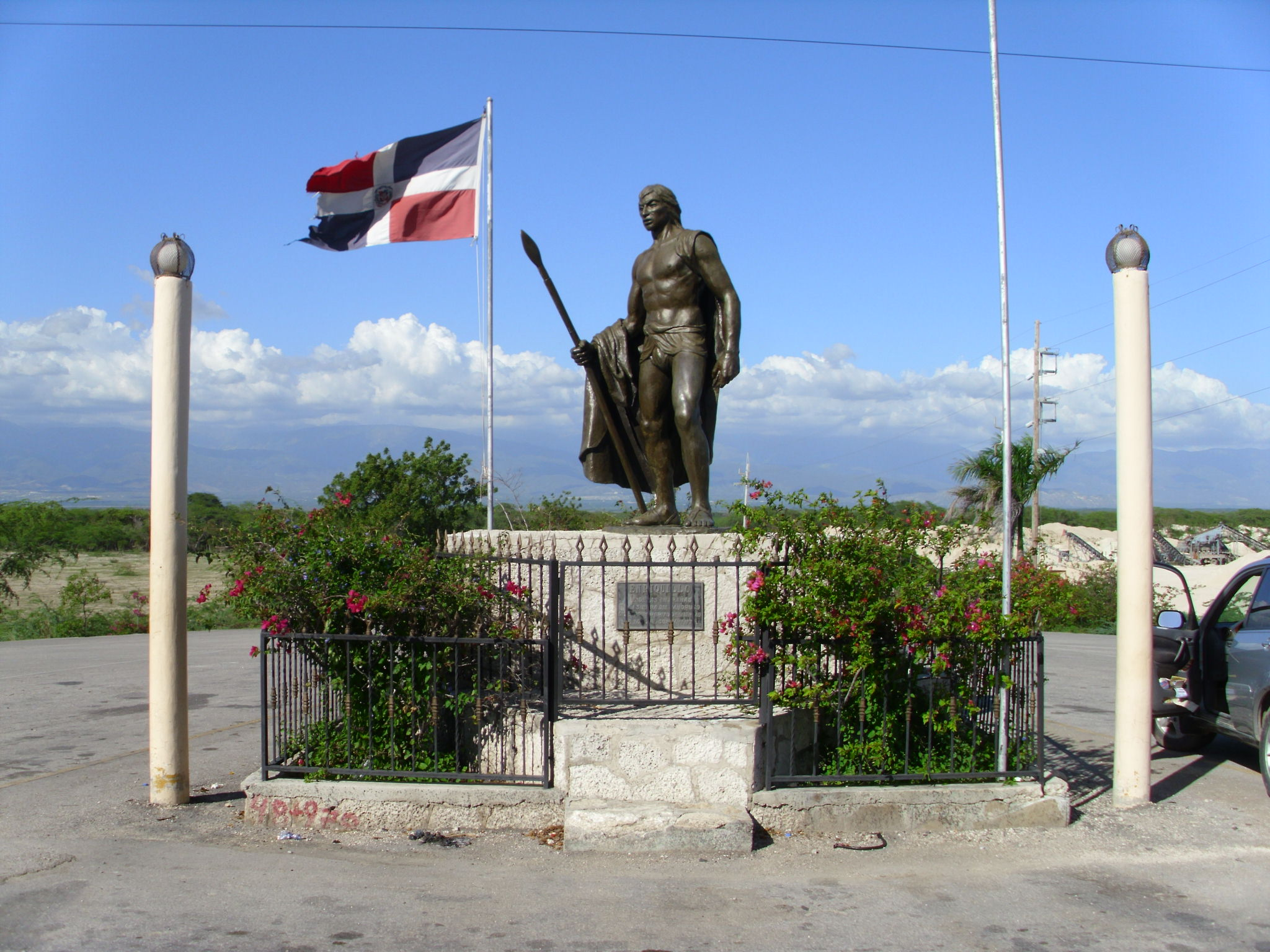
Estatua de don Enrique en la Provincia Independencia.

### Rebelión del cacique
En 1519, tras soportar los agravios y la falta de justicia, Enrique tomó la decisión de alzarse contra la opresión española. Huyó al monte y la sierra de Bahoruco junto a un grupo de indígenas. Durante su rebelión, llevó a cabo incursiones esporádicas en los caminos, atacando a los españoles y acumulando riquezas a través del saqueo y el robo. Además, infligió daños en pueblos y campos. El estado de cosas se pudo prolongar tanto en el tiempo porque durante años apenas causaron inquietud. Él y sus indios estaban huidos como tantos otros, pero apenas dañaban los intereses hispanos.

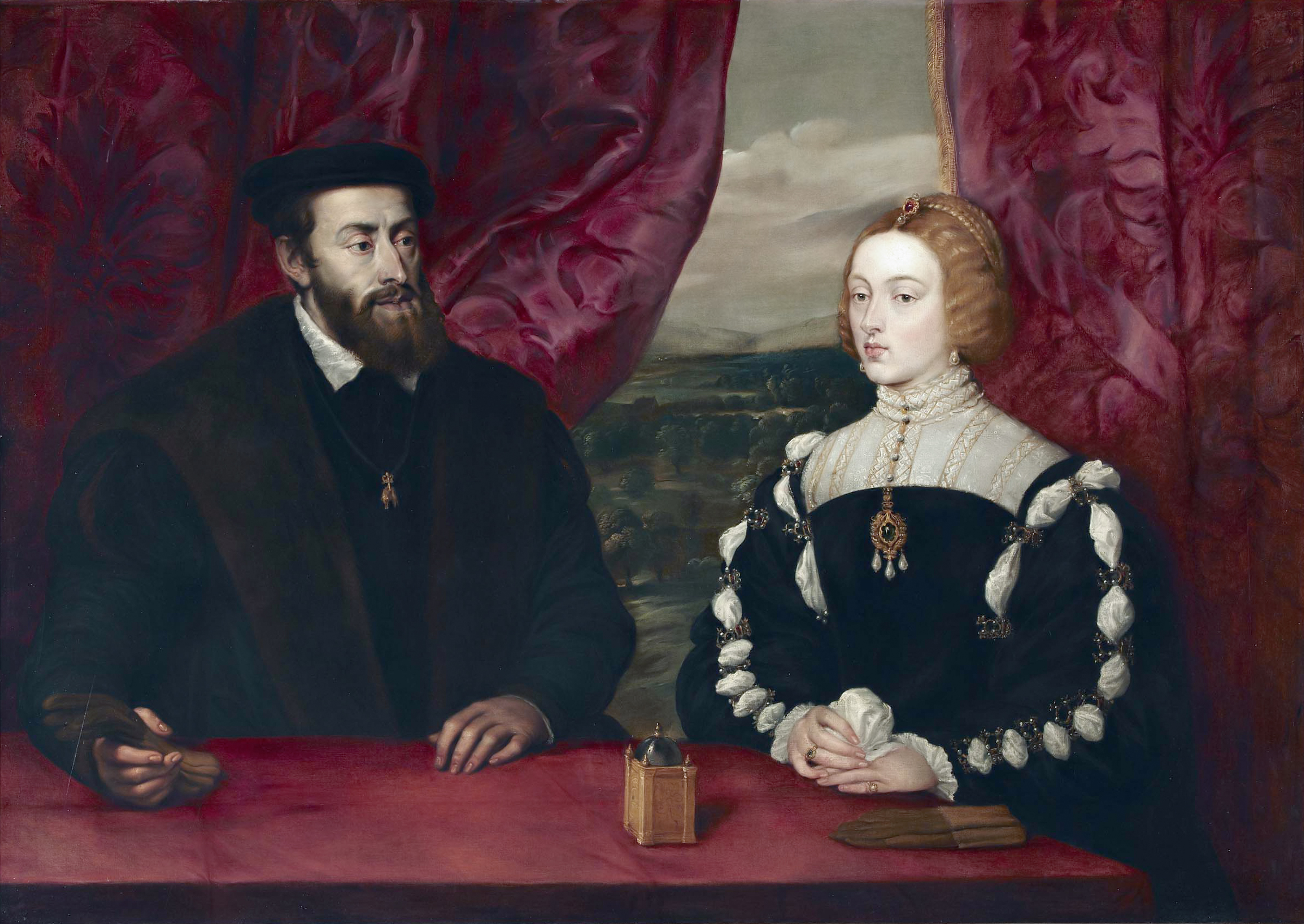
El emperador Carlos V y la emperatriz Isabel de Portugal, retrato de Pedro Pablo Rubens

El 4 de julio de 1532, la reina Isabel de Portugal, actuando como gobernadora de los Reinos de España e Indias durante la ausencia de su esposo, el rey Carlos I de España, respondió a los informes de los oidores de la Real Audiencia de Santo Domingo sobre los daños causados por Enrique y sus seguidores. Ordenó una expedición de 200 hombres, liderada por el capitán general Francisco de Barrionuevo, con el objetivo de resolver la situación. La estrategia consistió en ofrecer a Enrique la oportunidad de someterse al rey de España y recibir perdón, o enfrentar la guerra si se negaba.
El 21 de febrero de 1533, en Santo Domingo, se discutió la estrategia para pacificar la rebelión. La Real Audiencia convocó a líderes prominentes y se acordó que el capitán Francisco de Barrionuevo intentaría primero lograr la paz, recurriendo a la fuerza solo si fuera necesario. Esta estrategia buscaba una solución que mantuviera la estabilidad de la colonia y evitara un conflicto mayor.
El 8 de mayo de 1533, el capitán Barrionuevo partió de la capital en una carabela junto a 32 hombres y algunos indígenas aliados, trazando su camino desde puerto en puerto a lo largo del sur de la isla hasta llegar Villanueva de Yáquimo. Tras dos meses de búsqueda sin avistamientos solo hallaron una población indígena aparentemente abandonada. Dispuso Barrionuevo el envío de guías a Yaguana y mando un indio que decía saber dónde estaba Enrique, aunque el emisario nunca regresó. Tras 20 días de espera, Barrionuevo asumió el rol de mensajero y partió personalmente junto a 30 hombres y una india guía. Siguiendo las indicaciones de esta última, finalmente encontraron una labranza tras tres días y medio de búsqueda.
Tras un intercambio de información con indígenas locales, se reveló que Enrique se encontraba en la laguna Comendador Aibaguanex. Siguiendo rastros, llegaron a un monte y capturaron a un indígena que cortaba leña, quien dijo donde supuestamente estaba de Enrique. Barrionuevo se dirigió a la costa de una laguna y estableció contacto con los indígenas presentes. Se identificó como portador de una carta real y, además, rogó que la india, quien había estado previamente en contacto con Enrique, se la llevaran para que confirmara su presencia. Al día siguiente, dos canoas llegaron con la india guía, 15 indígenas y el capitán Martín de Alfaro, pariente de Enrique. Tras intercambiar saludos, los capitanes se entrevistaron. Luego de esta reunión, se acordó que Barrionuevo se dirigiría al escondite de Enrique en contra de la opinión de los españoles que lo acompañaban. Con un contingente de hasta 15 hombres, Barrionuevo dejó a los demás bajo la custodia de los indígenas aliados y partió junto a Martín de Alfaro.

### Paz de Barrionuevo

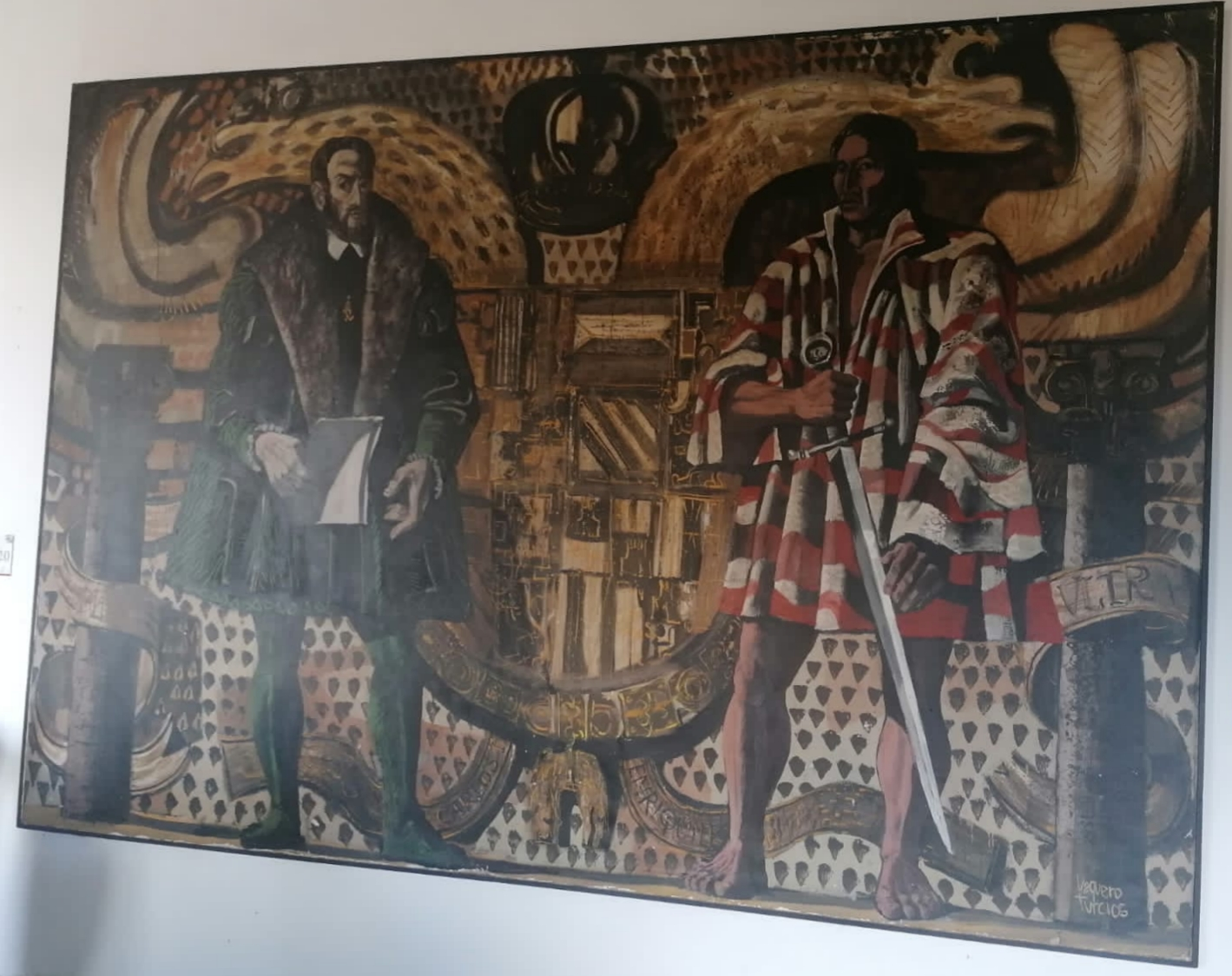
Obra de Joaquín Vaquero Turcios, en el Museo de las Casas Reales, Santo Domingo, que muestra a Carlos V y a Enriquillo.

El 4 de agosto de 1533, Alfaro transmitió a Barrionuevo la invitación del cacique para que él y su grupo se unieran a ellos. Tras reunir a los españoles que habían sido dejados bajo la custodia de los indios aliados, la delegación se dirigió hacia la morada de Enrique. El abrazo entre Barrionuevo y Enrique selló el inicio del encuentro.
Sobre una manta de algodón, a la sombra de un imponente árbol, Barrionuevo y Enrique se sentaron. Barrionuevo colocó a los españoles a su lado, mientras Enrique acomodó a sus indios del otro lado. La ceremonia de paz comenzó con las palabras de Barrionuevo expresando el deseo de reconciliación:

“Enrique: muchas gracias debéis dar a Dios nuestro Señor por la clemencia y misericordia que con vos usa en las mercedes señaladas que os hace el Emperador Rey nuestro señor, en se acordar de vos, y os querer perdonar varios yerros e reduciros a su real servicio e obediencia, y querer que, como uno de sus vasallos, seáis bien tractado, y que de ninguna cosa de las pasadas se tenga con vos memoria; porque os quiere más enmendado y por su vasallo y servidor, que no castigado por vuestras culpas, porque vuestra ánima se salve y sea de Dios, y no os perdáis vos e los vuestros; sino que, como cristiano (pues rescebistes la fe y sacramento del sancto baptismo), seáis rescebido con toda misericordia, como más largamente lo veréis por esta carta que Su Majestad, haciéndoos estas mercedes que he dicho, y las que más os hará, os escribe.”

Enrique recibió la carta del Emperador, pero debido a su deteriorada vista, solicitó que el contenido le fuera leído en voz alta. Barrionuevo complació su solicitud y, tras finalizar la lectura, entregó la carta a Enrique. Barrionuevo le dijo «Señor don Enrique, besad la carta de Su Majestad e ponedla sobre vuestra cabeza» y Enrique besó la carta y la colocó sobre su cabeza.
Acto seguido, Barrionuevo presentó otra carta, esta vez de la Audiencia dominicana, sellada con el sello real y le dijo:

“Yo vine a esta isla por mandado del Emperador Rey, nuestro señor, con gente española de guerra, para que con ella y toda la que más hay en aquesta isla, os haga guerra. E mandóme Su Majestad que de su parte os requiera primero con la paz para que vengáis a su obediencia y real servicio; y si así lo hiciéredes, os perdona todos los yerros y cosas pasadas, como por su real carta ya habéis sabido. Y así de su parte os mando e requiero que lo hagáis, porque haya lugar que se use con vos tanta liberalidad y clemencia. E mirad que sois cristiano, e temed a Dios e dadle infinitas gracias, e nunca le desconozcáis tanta misericordia, pues que os da lugar que os salvéis, y no perdáis el ánima ni la persona; porque, aunque hasta aquí él os ha guardado de los peligros de la guerra, ha seído porque cuando os alzastes, tuvistes alguna causa para apartaros de aquel pueblo donde vivíades; pero no para desviaros del servicio de Dios y de vuestro Rey. Porque, en fin, si a noticia de Su Majestad llegara que habiades rescebido algún agravio, sed cierto que lo mandara muy enteramente remediar y castigar, de manera que fuérades satisfecho y contento. Pero, ya que todo aquello es pasado, os digo e certifico que si agora no venís de corazón y de obra a conoscer vuestra culpa y a obedescer a Su Majestad, perdonándoos como os perdona, que permitirá Dios que os perdáis presto, porque la soberbia os traerá a la muerte. Y quiero que sepáis que la guerra no se os hará como hasta aquí se os ha fecho en el tiempo pasado; ni os podréis esconder, aunque fuésedes un corí o un pequeño gusano de debajo de la tierra; porque la gente de Su Majestad es mucha, y el poder real suyo el mayor que hay en el mundo. Y entraros han por tantas partes, que de lo más hondo y escondido os sacarán. Y acordaos que hace trece años o más que no dormís seguro ni sin sobresalto e congoja e temor grande, así en la tierra como en la mar; e que no lo habéis con otro cacique que tan pocas fuerzas tenga como vos, sino con el más alto e más poderoso señor e rey que hay debajo del cielo, a quien otros reyes y muchos reinos obedescen, e temen e le sirven. Y creed que si Su Majestad fuera informado de lo cierto, que ha mucho tiempo que vos fuérades enmendado o castigado si no viniérades a su merced; porque es de su real e católica costumbre y clemencia, mandar primero amonestar que castigar a quien le desirvió algún tiempo; pero, hecho este cumplimiento, ninguna cosa desta vida basta para defender a ningún culpado de su ira e justicia. E así os digo que ni tampoco creáis que si viniéredes (como creo que vernéis), a conoscer lo que se os ofresce, e a ser el que debéis en vuestra obediencia e servicio, que os conviene, por ningún caso deste mundo, tornar a la rebelión en ningún tiempo; porque su indignación sería muy mayor, y el castigo ejecutado en vos y en vuestra gente con mayor rigor; porque hallaréis muy buen tractamiento en sus gobernadores y justicias, e ningún cristiano os enojará que deje de ser punido e castigado muy bien por ello. Por tanto, alzad las manos al cielo, e dad infinitos loores a Jesucristo por las mercedes que os hace, si hiciéredes lo que Su Majestad os manda e yo en su real nombre os requiero. Porque si amáredes vuestra vida e la de los vuestros, amaréis su real servicio e la paz, libraréis vuestra ánima e las de muchos, e daréis seguridad a vuestra persona e a las de todos aquellos que os siguen. E Su Majestad terná memoria de vos para haceros mercedes, e yo, en su nombre, os daré todo lo que hobiéredes menester; y os otorgaré la paz e seguro, e capitularé con vos cómo viváis honrados y en la parte que os pluguiere escoger en esta isla, con vuestra gente y con toda aquella libertad que gozan los otros vasallos cristianos e buenos servidores de Su Majestad. Así que, pues me habéis entendido, decidme vuestra voluntad y lo que entendéis hacer.”

La respuesta de don Enrique, quien estuvo muy atento a lo dicho fue reflexiva y sincera: «Yo no deseaba otra cosa sino la paz, y conozco la merced que Dios y el Emperador nuestro señor me hacen en esto, y por ello beso sus reales pies y manos; e si hasta agora no he venido en ello, ha seído a causa de las burlas que me han hecho los cristianos, e de la poca verdad que me han guardado, y por esto no me he osado fiar de hombre desta isla».
Enrique tras relatar toda su travesía hasta inicios de su alzamiento se levantó y se apartó con sus capitanes. Después de una conversación con sus capitanes, volvió donde Barrionuevo y aceptó la paz ofrecida. Enrique se comprometió a reunir a los indios que seguían luchando en distintas partes de la isla, incluyendo a los negros rebeldes. A partir de este encuentro, los indios comenzaron a llamarlo «don Enrique, mi señor», porque la carta real lo respaldaba. La cena que siguió selló la jornada con regalos entre indios y españoles. Tras el encuentro, los españoles regresaron a la capital.

## Carta de Enriquillo al rey
En 1534, Enrique le envió una carta al rey Carlos I donde le demostraba su total vasallaje al rey católico:

“con francisco de barrionuevo governador de la tierra firme reçebi vna Real cedula devuestra magestad por la qual y por las crecidas mercedes que por ella vuestra magestad me manda hazer beso los ynperiales pies y manos de vuestra magestad luego que vi su Real mandado con la obidiencia devida y como su menor vasallo la obedeci y puse en efecto y asi todos los yndios de my tierra y yo nos benymos a los pueblos de los españoles y despues de yo aver ydo asegurar algunos cimarrones que andavan por las otras partes de esta ysla vine a esta cibdad a consultar con el presidente y oydores algunas cosas que a seruicio de vuestra magestad convenya para en paz y sosiego de la tierra y en ellos y en todos los demas españoles he hallado mucha voluntad y asi yo me parto para procurar de (roto)... der y desarraygar algunos otros yndios que andan syn venir a vuestro Real seruicio en el qual me ocupare todos los dias de my vida a toda my posibilidad. a vuestra magestad suplico que en el numero de sus seruidores y vasallos sea yo contado por vno dellos. y por que yo he comunicado con el padre vicario prounicial de nuestra señora de la merced frey francisco de bobadilla al qual de my yntencion y obras hara relacion a vuestra magestad suplico cerca dello le mande dar abdiencia nuestro señor la sacra catolica real magestad con acrecentamiento de mayores reynos y señoríos prospere y abmente como su ynperial corazon desea de santo domingo.”

## Muerte
El 27 de septiembre de 1535, murió Enrique en Sabana Buey. La noticia de su deceso fue comunicada al rey Carlos por el escribano de la Audiencia, Diego Caballero. En su mensaje, Caballero informaba que «El Cacique Don Enrique, falleció. Murió como buen cristiano, habiendo recibido los sacramentos y se hizo traer a enterrar un pueblo de esta isla que se dice la villa de Açua. Hizo testamento y mandó que su mujer Doña Mencía y un primo suyo que se decía el Capitán Martín de Alfaro, fuesen caciques en su lugar».

## Teoría de Guarocuya o Huarocuya

### Supuesto origen
La mayoría de los historiadores concuerdan en que Enriquillo y el cacique Guarocuya eran la misma persona. En tal caso, Enriquillo pertenecía a la alta aristocracia del cacicazgo de Jaragua. Guarocuya era sobrino de Anacaona, hermana del cacique de Jaragua Bohechío y su eventual sucesora cuando Bohechío fue muerto. Anacaona estaba casada con Caonabo quien era el cacique del reino vecino de Maguana. Una minoría de historiadores difieren alegando que Guarocuya fue capturado y ahorcado. La mayoría de los historiadores creen que ambos rebeldes fueron la misma persona, y que los reportes de la muerte de Guarocuya son idénticos a las versiones más verificables sobre la muerte de Anacaona. Esto brinda la posibilidad de que las historias hayan sido confundidas. También ha sido documentado que Enriquillo estaba casado con la mestiza Mencía, nieta de Anacaona.  

## Posteridad
Según una antiquísima tradición, el cacique Enriquillo se asentó en el área que es hoy la provincia de Monte Plata, y residió en el yucateque (pueblo) de Boyá. La tumba se convirtió en lugar de peregrinación por parte de los nativos y por esta razón los españoles decidieron construir sobre su tumba la iglesia de Nuestra Señora de Aguas Santas de la comunidad de Boyá en la Provincia de Monte Plata, para dislocar el verdadero lugar del santuario de semejante líder. También se afirma que el Cacique murió alrededor de 1536 de unos 40 años de edad. 
Ahí descansan sin ninguna honra oficial sus restos a pesar del Decreto 6885 del 29 de septiembre de 1950, aparecido en la Gaceta Oficial n.º 7193 del 18 de octubre de 1950, que consagra del 27 de septiembre como Día del Héroe de Bahoruco. 